# Solasjärvi
Solasjärvi är en sjö i Kiruna kommun i Lappland och ingår i Torneälvens huvudavrinningsområde. Sjön är 1,3 meter djup, har en yta på 0,585 kvadratkilometer och befinner sig 358 meter över havet. Sjön avvattnas av vattendraget Parasjoki.

## Delavrinningsområde
Solasjärvi ingår i det delavrinningsområde (755984-174907) som SMHI kallar för Utloppet av Solasjärvi. Medelhöjden är 368 meter över havet och ytan är 2,19 kvadratkilometer. Räknas de 2 avrinningsområdena uppströms in blir den ackumulerade arean 38,63 kvadratkilometer. Parasjoki som avvattnar avrinningsområdet har biflödesordning 4, vilket innebär att vattnet flödar genom totalt 4 vattendrag innan det når havet efter 367 kilometer. Avrinningsområdet består mestadels av skog (32 procent) och sankmarker (42 procent). Avrinningsområdet har 0,59 kvadratkilometer vattenytor vilket ger det en sjöprocent på 26,8 procent.